# Робейка (река)
Робе́йка — река в Новгородском районе Новгородской области. Длина реки — 24 км, площадь водосборного бассейна — 54,7 км². Исток находится в лесном болоте, из которого вытекает также река Сосница — приток Вишеры. Южнее деревни Слутка слева впадает в Волхов. Имеет небольшой правый приток — Болтун.
Примерно в середине Робейка пересекается с федеральной автодорогой дорогой «Россия» М10 (E 105).
На реке расположены деревни Слутка, Робейка и Новониколаевское.
У самого устья, на правом берегу реки, в месте, где сейчас находится деревня Слутка, в XIII веке поселился ученик Варлаама Хутынского — преподобный Ксенофонт, основав таким образом Ксенофонтов Николаевский монастырь (Николаевская Ксенофонтова пустынь, Селифонтова пустынь). Самое раннее упоминание о монастыре имеется в летописи Авраамки, где он назван Селифонтовой пустынью. В ней же упоминается о строительстве деревянной церкви Святого Николая Чудотворца в 1418 году, которая до XVIII века являлась главным храмом монастыря. В писцовой книге Обонежской пятины, на территории которой был расположен монастырь, под 1582—1583 годом числится церковь Святого Николая Чудотворца с приделом Сретения Господня. В описи 1617 года церковь Святого Николая Чудотворца упомянута как единственная каменная церковь Селифонтовой пустыни. В 1764 году монастырь был упразднён, а церковь преобразована в приходскую.
Южнее устья Робейки находится небольшое Холопье озеро, на берегу которого расположен археологический памятник V—VIII веков — городище Холопий городок.